# 奥布希尔内角
奥布希尔内角（俄语：Мыс Обширный）或原户岬（日语：／）是捷尔佩尼耶半岛西海岸的海角，西临捷尔佩尼耶湾，属萨哈林州波罗奈区，西北43.5公里是皮亚塔角，向南6.5公里是格奥尔吉亚角，海角附近有房屋，交通不便难以抵达，年降水量1,176毫米。